# 인터내셔널 비즈니스 타임스

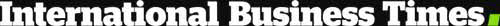
로고

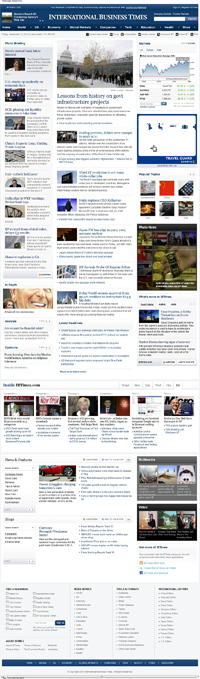
2010년 9월 9일판

인터내셔널 비즈니스 타임스(International Business Times)는 미국의 온라인 뉴스 웹사이트이다. 간단히 IBTimes나 IBT라고도 부른다.